# Bzou
Bzou (en àrab بزو, Bzū; en amazic ⴱⵣⴻ) és una comuna rural de la província d'Azilal, a la regió de Béni Mellal-Khénifra, al Marroc. Segons el cens de 2014 tenia una població total de 14.072 persones. La població és predominantment amaziga (una barreja de chelja i tamazight).